# Реметалк II
Реметалк II (на старогръцки: Ροιμητάλκης, Roimētálkēs, Rhoemetalces II) e цар на сапеите и Одриското царство през 18 – 38 г.
Той е големият син на Котис III (VIII) и Антония Трифена, дъщеря на понтийския владетел Полемон I и на царица Питодорида и правнучка на триумвира Марк Антоний и бъдеща царица на Понт.
Римският император Тиберий сваля Раскупорис II и на неговото място поставя на трона Реметалк II и Трифена. Реметалк не се жени и няма деца.
След смъртта му през 38 г. на трона идва втория му братовчед и зет Реметалк III, син на Раскупорис II.